# Вилхелм Пруски (1783 – 1851)
Фридрих Вилхелм Карл Пруски (на немски: Friedrich Wilhelm Karl von Preußen, * 3 юли 1783 в Берлин, † 28 септември 1851 в Берлин) е принц от Кралство Прусия от фамилията Хоенцолерн, от 1834 г. пруски генерал на кавалерията, генерален гувернатор на Рейнската провинция (1830 – 1831) и на керпост Майнц (1824 – 1829).
Принц Вилхелм е четвърият и най-малък син на пруския крал Фридрих Вилхелм II (1744 – 1797) и принцеса Фредерика-Луиза фон Хесен-Дармщат (1751 – 1805), дъщеря на ландграф Лудвиг IX от Хесен-Дармщат.
Той служи във войската от 18 март 1799 г. През декември 1807 г. той преговаря с Наполеон Бонапарт в Париж. Представя Прусия през 1808 г. при Ерфуртския конгрес. Придружава брат си крал Фридрих Вилхелм III при преговорите Санкт Петербург (1808), в Лондон (1814) и на Виенския конгрес (1814 – 1815).

## Фамилия
Вилхелм се жени на 12 януари 1804 г. в Берлин за Мария Анна Амалия фон Хесен-Хомбург (1785 – 1846), дъщеря на ландграф Фридрих V фон Хесен-Хомбург. Те имат децата:
- Фридерика (1805 – 1806)
- Ирена (*/† 1806)
- Тасило (1811 – 1813)
- Адалберт (1811 – 1873)
- Тасило (1813−1814)
- Елизабет (1815 – 1885), ∞ 1836 принц Карл фон Хесен (1809 – 1877)
- Валдемар (1817 – 1849)
- Мария (1825 – 1889), омъжена 1842 за крал Максимилиан II Йозеф от Бавария (1845 – 1886)